# ماتیاس اشتاینر
ماتیاس اشتاینر ماتیاس اشتاینر در پایتخت اتریش وین به دنیا آمد و در شهر اوبرسولتز در شهرداری سولز ایم واینویرتل اتریش سفلی بزرگ شد. او در نوجوانی وزنه برداری را در آنجا شروع کرد. یک روز قبل از تولد 18 سالگی او به دیابت نوع 1 مبتلا شد. (زادهٔ ۲۵ اوت ۱۹۸۲ در وین) وزنه‌بردار سابق اتریشی-آلمانی است. پس از اخذ تابعیت در آلمان در سال 2008، قهرمان المپیک و قهرمان اروپا در دسته فوق سنگین بالای 105 کیلوگرم در همان سال و قهرمان جهان در سال 2010 شد. او پس از پایان کار وزنه برداری خود در سال 2013، کارآفرین شد و بر تغذیه و ورزش متمرکز شد. ابتدا در این باره کتاب نوشت و سخنرانی کرد. از سال 2020 او همچنین موسس و مدیر عامل استارتاپ غذایی Steinerfood است که محصولات پخته شده با کربوهیدرات کم را توسعه و به فروش می رساند.
```
(به 
آلمانی
: 
Matthias Steiner
)
 (زادهٔ ۲۵ اوت ۱۹۸۲) وزنه‌بردار 
اتریشی
-
آلمانی
 و برندهٔ مدال طلای المپیک برای آلمان است.
```

## ۲۰۰۸
اشتاینر شهروندی آلمان را در اوایل سال ۲۰۰۸ کسب کرد.
چشمگیرترین موفقیت وی در اوت ۲۰۰۸ به دنبال کسب مدال طلا در المپیک پکن بوده لحظه فوق العاده او در مسابقات اشتاینر در سال 2008 که به همسر مرحومش تقدیم کرد . پس از کنار کشیدن حسین رضازاده رکوردار جهان در ژوئیه ۲۰۰۸، مسابقه به رقابت نزدیک بین اشتاینر و یوگنی چیگیشف روس و نیز قهرمان جهان و اروپا در ۲۰۰۷، ویکتور شرباتیس لتونیایی بدل شد. سرانجام اشتاینر با مجموع ۴۶۱ کیلوگرم قهرمان المپیک پکن شد.